# Calceolaria poikilanthes
Calceolaria poikilanthes là một loài thực vật có hoa trong họ Calceolariaceae. Loài này được Sandwith mô tả khoa học đầu tiên năm 1927.